# Antonov A-2
O Antonov A-2 e seus projetos relacionados foram uma família de planadores de treiamento com dois assentos produzidos na União Soviética nas décadas de 1930 e 1940, todos derivados do Antonov A-1 e sua família. Foram produzidos em grande escala, com pelo menos 2.300 construídos até 1937 e em conjunto com os de assento único, a produção excedeu 7.600 no mesmo ano.
Assim como o A-1, o A-2 era um planador primário minimalista, com uma cauda convencional montada em uma longarina e uma asa monoplano, montado no estilo parassol. Entretanto, os planadores de assento único possuíam asas de corda constante, enquanto que os de dois assentos possuíam uma maior envergadura, asas afuniladas, desenvolvidas para as versões de planeio da família de assento único (P-s1 e P-s2). Outra grande diferença era o desenho da cabine de pilotagem. Os de assento único possuíam a cabine fechada por uma carenagem que podia ser removida ao afastá-la para a frente, permitindo que entrasse ou saísse da aeronave. Os de dois assentos, entretanto, possuíam uma cabine fixa onde sentavam o piloto e o instrutor em tandem em uma cabine aberta, cada um com um pequeno pára-brisas. A cabine traseira ficava localizada logo abaixo da asa e era acessada por uma porta na lateral da cabine. Além da mudança na cabine, todos os outros componentes eram intercambiáveis com o Ps-2

## Variantes
Em cada caso, o "s" significa serii (серии – "série")
Uchebnyi (Учебный – "Trainador")
- U-s5 (У-с5)
- U-s6 (У-с6)